# Wangia (thực vật)
Wangia là chi thực vật có hoa trong họ Annonaceae.

## Các loài
Chi này chứa 2 loài đặc hữu Trung Quốc:
- Wangia florulenta (C.Y.Wu ex P.T.Li) B.Xue, 2016
- Wangia saccopetaloides (W.T.Wang) X.Guo & R.M.K.Saunders, 2014